# Relativna visina
Relativna visina je razlika između apsolutnih visina dviju točaka na površini Zemlje. Izračunava se uspoređivanjem dobivenih podataka za promatrane jedinice. Relativna visina se najčešće izražava za vulkane koji se nalaze na nevulkanskim osnovama. Naime, brojni su primjeri poput Chimboraza, Popocatépetla i dr. Vulkan Chimborazo u Ekvadoru ima apsolutnu visinu od 6272 metara, dok je njegova stvarna, tj. relativna visina samo 2300 metara. Razlog tome je što se nalazi na planinskom vijencu Anda i izdiže se s nevulkanske podloge. Popocatépetl je visok 5452, tj. 3000 metara. S druge strane vulkan Etna se nalazi na vulkanskoj osnovi pa je njezina apsolutna visina jednaka relativnoj i iznosi 3263 metra.